# Francesco Colombini
Francesco Colombini (* 13. Februar 1588 in Massa (Toskana); † 4. August 1671 ebenda) war ein italienischer Komponist des Barock und Domherr in seiner Heimatstadt.

## Leben
Colombini war der Sohn eines Apothekers, er war von 1623 bis 1671 Domherr an der Kirche S. Pietro in Massa. Während des gleichen Zeitraumes hatte er das Amt des Organisten inne, wie der Titel seiner Sammlung der „Missae et motecta“ von 1620 eindeutig bezeugt: „a Massa principis Maioris Ecclesiae eiusdem loci Organistae“. Auch in einem Brief von Dezember 1618 des Herzogs an seine Ehefrau in Genua äußert sich dieser positiv über seinen neuen Organisten. Colombini hatte sich offenbar durch die Veröffentlichung von zwei Motetten einen Namen gemacht, die in seiner Sammlung „Sacrae Cantiones“ (die 1615 beim Verleger Ricciardo Amadino in Venedig erschien) enthalten sind. Colombinis Schaffen kann in Verbindung mit den musikalischen Interessen am Hofe des Herzogs Carlo Cybo Malaspina von Massa und Carrara gesehen werden. Dieser förderte auf besondere Art und Weise Musik, Theater und Kunst in seiner Residenzstadt.

## Werk
Colombinis aufeinander folgende Sammlungen, die mehrfach sowohl in Venedig als auch bei Antwerpener Verlegern erschienen, zeigen die damalige Bewunderung für seine Musik. Auch werden mehrere seiner Messen und Motetten in den Archiven der Kathedrale von Malta angeführt. In seinem „Secondo libro de Madrigali concertati“ die er, mit poetischen Versen Giovanni Battista Guarini versehen, der Tochter seines Gönners Vittoria Cybo widmete. Einige Zweifel an Colombinis Autorenschaft tauchen bei Werken für Tasteninstrumente (correnti, canzoni, Sonaten, «ecchi» in intabulatura) in einer deutschen Handschrift aus Turin auf, hier ist zwar der Name Colombini vermerkt, jedoch könnte hier möglicherweise Francesco Colombano, Organist der Stiftskirche in Gallarate der Komponist sein.

## Werke (Auswahl)
- Sacrae Cantiones (1615)
- Missae et motecta (1620)
- Motetti concertati a due, tre, quattro et cinque voci Op. 6 (1626–1638)
- Psalmen
- D'all intavolatura del Fonfo Foá Sammlung von Tänzen (Correnten, Canzonen)
- Ecclesiastici Concerti a due, tre, quattro e cinque voci Op. 7 (1628)
- Secondo libro de Madrigali concertati a cinque voci con basso continuo (Alessandro Vincenti, Venedig 1623)

## Diskografie
- Ecclesiastici Concerti Op. 7, Geistliche Konzerte, mit dem Ensemble Modo Antiquo, erschienen 2004 beim Label Tactus.[2]